# Хора и богове
„Хора и богове“ е български 3-сериен телевизионен игрален филм (фантастичен) от 1979 година на режисьора Петър Пайнавелов, по сценарий на Цветана Стоянова. Оператор е Константин Ванов. Музиката във филма е композирана от Петър Лъджев. Художници на филма са Васил Камбов и Радостин Чомаков.
По мотиви от романа „Ур, синът на Шам“ на Евгений Войскундски и Исай Лукилянов.

## Серии
- 1. серия – 74 минути
- 2. серия – 79 минути
- 3. серия – 47 минути [1].

## Актьорски състав
| Изпълнител         | Роля                                                              |
| ------------------ | ----------------------------------------------------------------- |
| Илия Караиванов    | Ур, космически пришълец (древен земен жител на Вавилон в Шумерия) |
| Рашко Младенов     | Валерий Горбачески, учен от Института по физика                   |
| Любомир Кабакчиев  | Михаил Рибаков, директор на Института                             |
| Анета Сотирова     | Аня, съпруга на Валерий                                           |
| Венелин Пехливанов | Пиреев, учен                                                      |
| Янина Кашева       | Нона                                                              |
| Любомир Младенов   | Кузнецов                                                          |
| Димитрина Савова   | Вера Андреева, ръководител на групата на Горбачевски              |
| Калоян Цанов       |                                                                   |
| Итьо Итев          |                                                                   |
| Констатин Цанев    |                                                                   |
| Иван Андреев       |                                                                   |
| Васил Банов        | инспектор Пруве                                                   |
| Асен Миланов       | професор Русто, океанолог                                         |
| Силва Аврамова     | Анабел Лий Фрезер                                                 |
| Тео Юруков         | Фред Карисън, бизнесмен                                           |
| Бочо Василев       |                                                                   |
| Юри Савчев         |                                                                   |
| Вера Среброва      |                                                                   |
| Сава Иванов        |                                                                   |
| Христо Йорданов    |                                                                   |
| Александър Пейчев  |                                                                   |
| Димитър Миланов    |                                                                   |
| Уилсон Теомейда    |                                                                   |
| Добри Добрев       |                                                                   |
| Ева Волицер        |                                                                   |